# Damernas super-G i alpin skidåkning vid olympiska vinterspelen 2014
Damernas super-G i alpin skidåkning vid olympiska vinterspelen 2014 hölls i Roza Chutor alpina center, i närheten av Krasnaja Poljana, Ryssland, den 15 februari 2014. Regerande guldmedaljör från OS 2010 var österrikiskan Andrea Fischbacher.
Roza Chutor alpina center ligger i bergskedjan Kaukasus västligaste del, cirka 60 km öster om OS-staden Sotji.
Detta var damernas tredje tävling vid spelen och genomfördes i ett åk. Snabbaste tiden vann.

## Medaljörer
| Spel    | Guld                     | Silver                     | Brons                 |
| Super-G | Anna Fenninger Österrike | Maria Höfl-Riesch Tyskland | Nicole Hosp Österrike |

## Resultat
| Placering | Bib | Namn                        | Land           | Tid     | Skillnad |
| --------- | --- | --------------------------- | -------------- | ------- | -------- |
| 1         | 18  | Anna Fenninger              | Österrike      | 1.25,52 | —        |
| 2         | 22  | Maria Höfl-Riesch           | Tyskland       | 1.26,07 | +0,55    |
| 3         | 16  | Nicole Hosp                 | Österrike      | 1.26,18 | +0,66    |
| 4         | 20  | Lara Gut                    | Schweiz        | 1.26,25 | +0,73    |
| 5         | 19  | Tina Maze                   | Slovenien      | 1.26,28 | +0,76    |
| 6         | 30  | Fränzi Aufdenblatten        | Schweiz        | 1.26,79 | +1,27    |
| 7         | 9   | Fabienne Suter              | Schweiz        | 1.26,89 | +1,37    |
| 8         | 14  | Julia Mancuso               | USA            | 1.27,04 | +1,52    |
| 9         | 15  | Viktoria Rebensburg         | Tyskland       | 1.27,08 | +1,56    |
| 10        | 10  | Nadia Fanchini              | Italien        | 1.27,20 | +1,68    |
| 11        | 13  | Regina Sterz                | Österrike      | 1.27,52 | +2,00    |
| 11        | 12  | Verena Stuffer              | Italien        | 1.27,52 | +2,00    |
| 13        | 23  | Ilka Štuhec                 | Slovenien      | 1.27,69 | +2,17    |
| 14        | 24  | Lotte Smiseth Sejersted     | Norge          | 1.27,80 | +2,28    |
| 15        | 35  | Edit Miklós                 | Ungern         | 1.27,87 | +2,35    |
| 16        | 28  | Maruša Ferk                 | Slovenien      | 1.28,19 | +2,67    |
| 17        | 33  | Klára Křížová               | Tjeckien       | 1.28,30 | +2,78    |
| 18        | 2   | Leanne Smith                | USA            | 1.28,38 | +2,86    |
| 19        | 27  | Ragnhild Mowinckel          | Norge          | 1.28,53 | +3,01    |
| 20        | 31  | Marie-Pier Préfontaine      | Kanada         | 1.28,67 | +3,15    |
| 21        | 39  | Sara Hector                 | Sverige        | 1.28,71 | +3,19    |
| 22        | 42  | Barbara Kantorová           | Slovakien      | 1.28,91 | +3,39    |
| 23        | 34  | Chemmy Alcott               | Storbritannien | 1.29,14 | +3,62    |
| 24        | 32  | Elena Yakovishina           | Ryssland       | 1.29,38 | +3,86    |
| 25        | 43  | Katerina Paulathová         | Tjeckien       | 1.30,17 | +4,65    |
| 26        | 40  | Macarena Simari Birkner     | Argentina      | 1.31,10 | +5,58    |
| 27        | 50  | Bogdana Matsotska           | Ukraina        | 1.31,58 | +6,06    |
| 28        | 47  | Anna Berecz                 | Ungern         | 1.33,07 | +7,55    |
| 29        | 45  | Helga María Vilhjálmsdóttir | Island         | 1.33,42 | +7,90    |
| 30        | 44  | Ania Monica Caill           | Rumänien       | 1.33,73 | +8,21    |
| 31        | 49  | Agnese Āboltiņa             | Lettland       | 1.36,10 | +10,58   |
|           | 17  | Tina Weirather              | Liechtenstein  | DNS     |          |
|           | 1   | Carolina Ruiz Castillo      | Spanien        | DNF     |          |
|           | 3   | Daniela Merighetti          | Italien        | DNF     |          |
|           | 4   | Jessica Lindell-Vikarby     | Sverige        | DNF     |          |
|           | 5   | Marie-Michèle Gagnon        | Kanada         | DNF     |          |
|           | 6   | Marie Marchand-Arvier       | Frankrike      | DNF     |          |
|           | 7   | Laurenne Ross               | USA            | DNF     |          |
|           | 8   | Kajsa Kling                 | Sverige        | DNF     |          |
|           | 11  | Dominique Gisin             | Schweiz        | DNF     |          |
|           | 21  | Elisabeth Görgl             | Österrike      | DNF     |          |
|           | 25  | Larisa Yurkiw               | Kanada         | DNF     |          |
|           | 26  | Francesca Marsaglia         | Italien        | DNF     |          |
|           | 36  | Maria Bedareva              | Ryssland       | DNF     |          |
|           | 37  | Karolina Chrapek            | Polen          | DNF     |          |
|           | 38  | Greta Small                 | Australien     | DNF     |          |
|           | 29  | Stacey Cook                 | USA            | DNF     |          |
|           | 41  | Maryna Gąsienica-Daniel     | Polen          | DNF     |          |
|           | 46  | Maria Shkanova              | Belarus        | DNF     |          |
|           | 48  | Kristina Saalová            | Slovakien      | DNF     |          |